# Василијe Цикандел
Василије Цикандел (грчки: Βουδελης θζικανδυλης или Τζικανδηλης), понекад познат и као Гуделиус Цикандел (грчки: Βασιλιος βουδελιος τζικανδυδυδελης) био је византијски аристократа из 12. века и генерал, Севаст и Пансеваст, Ожењен са унуком цара Алексија I Комнина.
О животу и пореклу Василија Цикандела нема много података. У једном рукопису (Цод. Марциани бр. 524), који се чува у библиотеци Марчијана, налази се погребна песма Василију Циканделу, коју је написао непознати аутор. У овој песми се помиње да је баба Василија Цикандела по оцу била сестра цара Нићифора III Вотанијата. Не зна се, међутим, у каквој је сродству Василије био са чувеним Лавом Циканделом, слугом цара Јована II Комнина, за кога је Јован Продром написао епитаф. Сасвим је извесно, међутим, да се Лав Цикандел не може сматрати Василијевим оцем, као што се може судити по томе што Продром у свом епитафу за Лава Цикандела ниједном речју није поменуо сродство са царем Нићифором III Вотанијатом, коју би песник једва превидео, да је мајка Лава Цикадела заиста била сестра тога цара, као што се каже за баку Василија Цикадела. Друго, епитаф за Лава Цикандела помиње само извесну Ану Комнину, са којом је био у сродству, али њено порекло никада није разјашњено.
Циканделу се често поистовећује са Василијем Циканделом, о коме Јован Кинам прича да је 1147. године послат у Лонги у Тракију да шпијунира акције крсташа Другог крсташког рата, а затим заједно са јединицама Просуха нанео тежак пораз  многбројнијим Немачким трупама цара Конрада III код Цариграда.
Василије Цикандел је био ожењен Евдокијом Комнином Анђел, која је била ћерка Теодоре Комнин, (рођена у пурпуру) и Константина Анђела. Василијева жена била је унука цара Алексија I Комнина и сестричина цара Јована II Комнина. Као сродник цара Манојла I Комнина, Василије Цикандел био је међу учесницима синода 1166. године, а регистри догађаја сведоче о његовом присуству на две седнице – 2. и 6. марта.
Никита Хонијат извештава да је једног Василија Цикандела послао цар Манојло I Комнин да се бори против Турака у Малој Азији. Будући да се Хонијатов извештај односи на догађаје из 1260-их, што је хронолошки ближе времену царског сабора 1166. године, то даје разлог за претпоставку да су Василије Циканделе из Хонијатовог извештаја и Василије Цикандел из синодских матичних књига иста особа.